# Càrn Glas-choire
Càrn Glas-choire är ett berg i Storbritannien. Det ligger i kommunen Highland och riksdelen Skottland, 700 km norr om huvudstaden London.
Runt Càrn Glas-choire är det glesbefolkat, med 16 invånare per kvadratkilometer. Närmaste större samhälle är Aviemore, omkring 16 kilometer söder om Càrn Glas-choire. I omgivningarna runt Càrn Glas-choire växer i huvudsak blandskog.